# ジャック・バンヴェニスト
ジャック・バンヴェニスト（Jacques Benveniste, 1935年3月12日 - 2004年10月3日）はフランス・パリの免疫学者。1979年に血小板活性化因子（PAF）の構造とヒスタミンとの関係についての著名な論文を発表した。フランス国立保健医学研究所（INSERM）の免疫学やアレルギー、炎症を扱う部門UNIT 200の責任者であった。
「水は以前その水に溶けていたものを覚えている（水の記憶）」さらには「水が記憶した情報を、電話回線を使って遠隔地へ送信できる」などの、いわゆるホメオパシーに関する、科学的に完全に否定される内容の研究発表を行い、1991年と1998年にイグ・ノーベル賞を受賞している。